# Team Malizia
Team Malizia ist ein auf den Segelsport spezialisiertes deutsch-monegassisches Team, welches von Pierre Casiraghi und Boris Herrmann 2016 gegründet wurde. In den Anfangsjahren 2016 und 2017 nahm das Team an der GC32 Racing Tour teil. Seitdem hat sich das Team auf Hochseeregatten in der Klasse IMOCA 60 spezialisiert, welche Solo, Zweihand oder mit voller Mannschaft bestritten werden.
Das Team betreibt die Malizia-Seaexplorer, eine Hochseeyacht der Bootsklasse IMOCA 60, die unter deutscher Flagge fährt.

## Team
Das Team besteht aus Casiraghi, Herrmann und dem englischen Co-Skipper Will Harris. Die „shore-Crew“, also diejenigen, die zuständig sind für das Boot und die Rennen, besteht aus sechs weiteren Mitarbeitern sowie einem Psychologen. Des Weiteren arbeiten drei Ozeanographen an den Auswertungen der onboard-Messungen. Im Management und in der Presseabteilung sind weiter 10 Mitarbeiter am Projekt beteiligt.
Casiraghi und Herrmann definieren zusätzlich zu den sportlichen auch drei gesellschaftliche Ziele als Aufgabe des Teams: Forschung, Umweltschutz und Jugendarbeit.
Im Jahr 2022 während der Entwicklung der Malizia-Seaexplorer hatte das Team 50 Mitarbeiter. Dem Team stehen mehrere Häuser in Lorient zur Unterbringung zur Verfügung.

## Geschichte
Das Team wurde 2016 von Pierre Casiraghi und Boris Herrmann gegründet. Die Namensgebung symbolisiert für Casiraghi die tiefe Verbundenheit seiner Familie mit dem Meer und soll Francesco Grimaldi ehren, der im Jahre 1297 auf dem Seeweg in Monaco ankam und dort die Familiendynastie gründete. Er wurde in der monegassischen Sprache „il Malizia“ genannt, was „Der Listige“ bedeutet.
Im November 2018 nahm Boris Herrmann mit der Malizia II an der Route du Rhum teil, einer Regatta von Saint-Malo nach Pointe-à-Pitre. Er lag zeitweilig in Führung und wurde nach 13 Tagen, 3 Stunden, 47 Minuten und 30 Sekunden Fünfter in der Gesamtwertung der Kategorie IMOCA 60. Das Bermuda-1000-Rennen im Mai 2019 beendete er als Sechster. Das Rennen startet in Douarnenez, führt um den Fastnet Rock, dann zu den Azoren und zurück nach Brest. Bei Teilnahmen am Fastnet Race in den Jahren 2017 und 2019 belegte das Team in der Klasse IMOCA 60 jeweils die Plätze drei und neun.
2020/21 nahm Herrmann mit der Malizia II/Seaexplorer als erster Deutscher (neben der deutsch-französin Isabelle Joschke) an der Vendée Globe teil.

## Yachten

### Malizia II (2017–2021)
Andere Namen: Seaexplorer, Seaexplorer - Yacht Club de Monaco, Seaexplorer - YCM
Die Malizia II wurde von 2017 bis 2021 vom Team Malizia betrieben.

### Malizia-Seaexplorer (seit 2022)
Die Yacht wurde unter Federführung des Teams von Boris Herrmann und dem französischen Designteam von VPLP von grund auf neu entwickelt.

## Sonstiges
Für die Erfassung von Wasserwerten befand sich eine etwa ein Kubikmeter große Vorrichtung OceanPack RACE des Herstellers SubCtech mit Sensoren an Bord. Durch eine Öffnung am Kiel führt ein Schlauch ins Meerwasser, wodurch mittels Pumpen Meerwasser zu den Sensoren befördert wird. Diese messen laufend die Temperatur, den pH-Wert, den Salz- und den CO2-Gehalt des Wassers. Die Daten werden hauptsächlich zur Unterstützung der Meeresforschung gesammelt. Die erfassten Daten können für eine weitere Auswertung auf ein Speichermedium kopiert werden. Es besteht eine Zusammenarbeit mit dem Max-Planck-Institut für Meteorologie in Hamburg und dem Helmholtz-Zentrum für Ozeanforschung in Kiel. Die Kampagne Ocean Challenge will zusätzlich Schulkinder für den Meeres- und Klimaschutz sensibilisieren.